# She Is
She Is è il primo album in studio del cantante sudcoreano Kim Jong-hyun, pubblicato nel 2016.

## Riconoscimenti

### Premi dei programmi musicali
| Canzone | Programma     | Date           |
| ------- | ------------- | -------------- |
| She Is  | The Show      | 31 maggio 2016 |
| She Is  | Show Champion | 1 giugno 2016  |

## Tracce
1. She Is (좋아) – 3:11
2. White T-Shirt – 2:58
3. Orbit (우주가 있어) – 3:17
4. Moon – 2:44
5. AURORA – 3:54
6. Dress Up – 3:05
7. Cocktail – 3:39
8. RED – 3:14
9. Suit Up – 3:50

## Classifiche
| Classifica (2016) | Posizione massima |
| ----------------- | ----------------- |
| Corea del Sud     | 1                 |